# Рат Сен Сабас
Рат Сен Сабас вођен је између 1256. и 1270. године на Леванту између Млетачке републике са једне и Ђеновљанске републике са друге стране. Назив је добио по цркви Сен Сабас (данас манастир Светог Саве Освећеног). Завршен је победом Млетачке републике.

## Рат
Након пропасти крсташке војске у Египту, Луј Свети се вратио у краљевину Акру где је четири године провео у утврђивању Јафе, Цезареје, Сидона и других градова. Одмах после Лујевог одласка франачка Сирија поново запада у анархију. Разлог за то је избијање рата Сен Сабас између Венеције и Ђенове, два главна поморска савезника крсташа у Светој земљи. Рат је избио око безначајне свађе коме ће припасти црква Сен Сабас (данас манастир Светог Саве Освећеног) у Акри. Црква се налазила на самој граници ђеновљанске и венецијанске четврти. Стварни разлог за избијање рата био је монопол над трговином на Леванту. Рат Сен Сабас поделио је франачку Сирију на две стране. Венецији је пришла породица Ибелин која је господарила Јафом и Бејрутом, Темплари, витезови Тевтонског реда, Пизанци и провансалски трговци. Ђеновљанима је пришао господар Тира, Филип од Монфора, Хоспиталци и каталонски трговци. Акра је две године била центар борби супротстављених страна. Након две године борби освојили су га Млечани. Антиохијско-триполски кнез Боемунд VI пришао је Венецијанцима. Његов вазал, Бертран од Жиблеа пришао је Ђеновљанима. У бици код Триполија (1258) Боемунд је рањен и умало није погинуо. Бертрана је неколико месеци касније убио сељак у винограду и његову главу поклонио Боемунду. Године 1261. Венеција склапа одбрамбени савез са никејским царем Михаилом VIII Палеологом (Нимфејски споразум). Ђеновљани склапају савез са египатским мамелучким султаном Бајбарсом који неуспешно напада Акру. Рат је завршен потписивањем мира 1270. године. Ђеновљани су тек 1288. године повратили контролу над својим делом Акре. Међутим, она ће већ после три године пасти у руке муслимана. Пад Акре догађај је који је означио крај крсташких ратова у Светој земљи.